# Huansu S5
Der Huansu S5 ist ein Pkw der chinesischen Marke Huansu. Hersteller ist Beiqi Yinxiang Automobile.

## Beschreibung
Das SUV basiert auf der gleichen Plattform wie Beijing Senova X55 und Beijing Senova D50. Deren Hersteller Beijing Motor Corporation gehört zum gleichen Konzern Beijing Automotive Group.
Das Fahrzeug hat fünf Sitze. Der Radstand beträgt 2650 mm. Die Fahrzeuge sind 4460 mm lang, 1820 lang und je nach Ausführung 1685 mm bis 1705 mm hoch. Das Leergewicht ist mit 1435 kg bis 1465 kg angegeben.
Der Huansu S7 ist ähnlich, bietet aber Platz für sieben Personen.
Zwei verschiedene Vierzylinder-Ottomotoren stehen zur Verfügung. Gemeinsamkeit ist die Vierventiltechnik. Der größere Motor leistet 90 kW aus 1600 cm³ Hubraum. Der kleinere Motor hat einen Turbolader. Damit erreicht er 98 kW aus 1298 cm³ Hubraum. Die Fahrzeuge haben Frontantrieb.

## Zulassungszahlen in China
Im Januar 2017 wurden die ersten Fahrzeuge dieses Typs in China zugelassen. In dem Jahr waren es 27.695 Stück. In den beiden Folgejahren waren es 37.040 und 8.621. Die letzten Zulassungen sind für November 2019 überliefert.